# エリザベート・シャルロット・ドルレアン

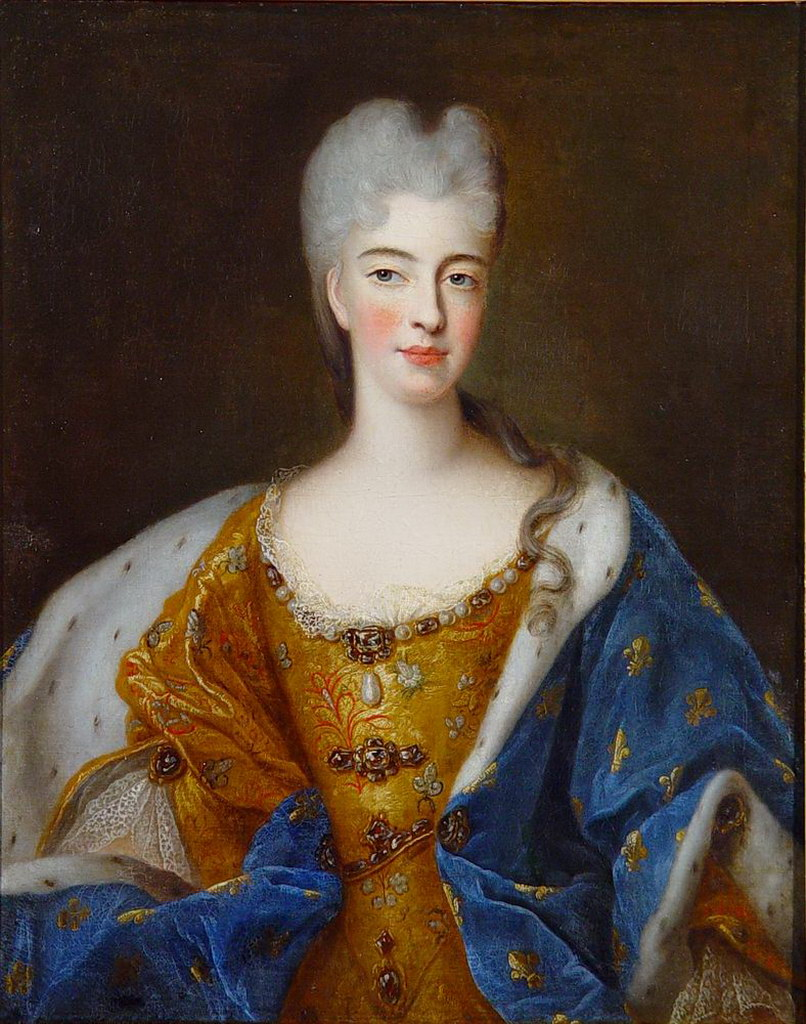
エリザベート・シャルロット・ドルレアン

エリザベート・シャルロット・ドルレアン（Élisabeth Charlotte d'Orléans, 1676年9月13日 - 1744年12月23日）は、ロレーヌ公レオポルト（レオポール）の妃。

## 生涯
ルイ14世の弟オルレアン公フィリップ1世と、2度目の妃エリザベートの末子として、サン・クルー城で生まれた。1697年のレイスウェイク条約による和平の一環として、翌1698年にフォンテーヌブローでレオポルトとエリザベート・シャルロットは結婚した。2人は13子をもうけた（以下にフランス語名で記す）。
- レオポール（1699年 - 1700年）
- エリザベート・シャルロット（1700年 - 1711年）
- ルイーズ・クリスティーヌ（1701年、夭折）
- マリー・ガブリエル・シャルロット（1702年 - 1711年）
- ルイ（1704年 - 1711年）
- ジョゼフ・ガブリエル（1706年 - 1708年）
- ガブリエル・ルイーズ（1706年 - 1709年）
- レオポール・クレマン・シャルル（1707年 - 1723年）
- フランソワ・エティエンヌ（1708年 - 1765年）　ロレーヌ公、のち神聖ローマ皇帝（フランツ1世）およびトスカーナ大公
- エレオノール（1710年、夭折）
- エリザベート・テレーズ（1711年 - 1741年）　サルデーニャ王カルロ・エマヌエーレ3世の妃
- シャルル・アレクサンドル・エマニュエル（1712年 - 1780年）　オーストリア軍司令官、ネーデルラント総督
- アンヌ・シャルロット（1714年 - 1773年）　エッセン僧院の尼僧

エリザベートは、ブリュイエール（現在のヴォージュ県）に病院を建設した。1729年に夫が亡くなると、ウィーンの宮廷にいるフランソワの代わりに摂政を務めた。のち、フランソワが皇帝位につくのと引き替えにロレーヌ公国を手放さなければならなくなると、息子を責めたという。彼女自身はロレーヌにとどまってコメルシー（現在のムーズ県）の領主となり、ダロウ城（ムルト＝エ＝モゼル県）に住んだ。